# Parnassia filchneri
Parnassia filchneri là một loài thực vật có hoa trong họ Dây gối. Loài này được Ulbr. mô tả khoa học đầu tiên năm 1906.